# Per Verner Rønning
Per Verner Rønning, né le 9 janvier 1983 à Levanger en Norvège, est un footballeur norvégien qui joue au poste de défenseur central reconverti entraîneur.

## Biographie

### Carrière de joueur
Né à Levanger en Norvège, Per Verner Rønning commence sa carrière avec le Levanger FK où il joue entre 1999 et 2005. Il rejoint ensuite le Kongsvinger IL en 2006 et joue son premier match pour le club le 9 avril 2006, à l'occasion d'une rencontre de deuxième division norvégienne face au Moss FK, lors de la première journée de la saison 2006. Il est titularisé et son équipe s'impose par un but à zéro.
En janvier 2007, Per Verner Rønning rejoint la Suède et le club de l'AIK Solna pour un contrat de trois ans. Le transfert est officialisé le 22 décembre 2006. 
Il ne s'impose pas à l'AIK, ne restant qu'un an, pour seulement trois matchs joués, avant de signer en janvier 2008 avec le FK Bodø/Glimt.
Rønning marque son premier but pour le club le 27 juillet 2008 contre le FK Lyn, en championnat. Titulaire ce jour-là, il donne la victoire à son équipe en marquant de la tête en fin de match, sur un service de Jan-Derek Sørensen (2-1 score final).
Après quatre ans et demi passées au FK Bodø/Glimt, Per Verner Rønning rejoint l'un des clubs les plus importants du pays en signant en août 2011 au Rosenborg BK.
Rønning marque son premier but pour Rosenborg le 27 juin 2012 face au Molde FK en coupe de Norvège. Son équipe est toutefois battue par quatre buts à trois ce jour-là.
En mars 2015 il retourne au Levanger FK, prêté par Rosenborg. En juillet de la même année il signe définitivement avec le Levanger FK pour un contrat de deux ans et demi avec le club de sa ville natale.

### Carrière d'entraîneur
Après sa carrière de joueur Per Verner Rønning devient entraîneur, il commence en étant nommé en janvier 2019 entraîneur adjoint de Magnus Powell (en) au Levanger FK.
Le 27 novembre 2019, Per Verner Rønning est nommé entraîneur principal du Levanger FK, succédant à Magnus Powell et prenant ses fonctions à partir du 1er janvier 2020.